# Teodozjusz (biskup koptyjski)
Teodozjusz (ur. 1 stycznia 1956) – duchowny Koptyjskiego Kościoła Ortodoksyjnego, od 2013 biskup Gizy.

## Życiorys
Święcenia kapłańskie przyjął 23 maja 1989. Sakrę biskupią otrzymał 7 czerwca 2009 jako biskup pomocniczy Gizy. W 2013 został mianowany biskupem diecezjalnym.